# Großer Preis von Spanien 1934

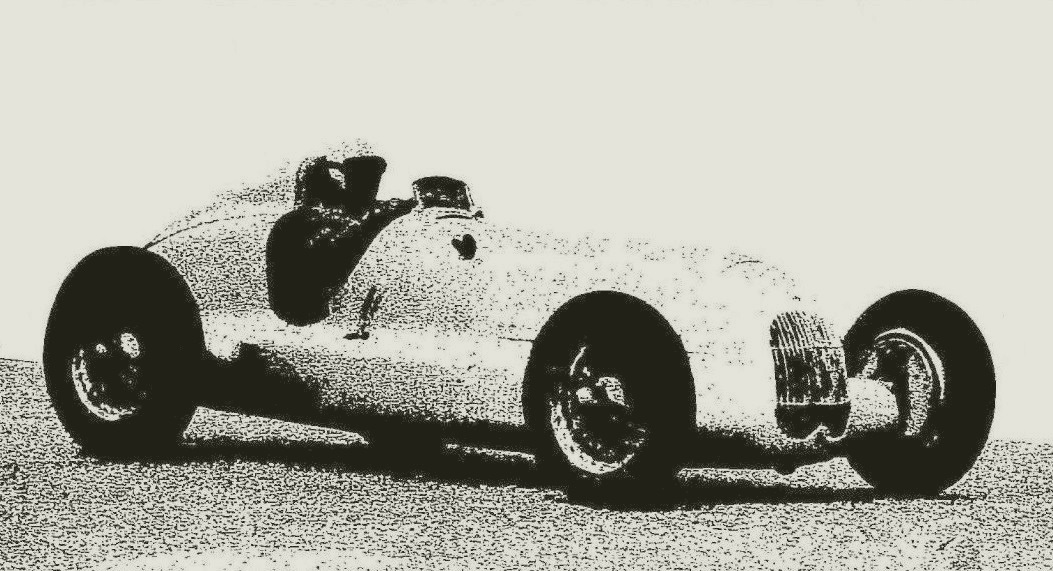
Rennsieger Luigi Fagioli

Der IX. Große Preis von Spanien fand am 23. September 1934 auf dem Circuito Lasarte bei San Sebastián statt. Das Rennen zählte zur Kategorie der Grandes Épreuves und wurde nach den Bestimmungen der Internationalen Grand-Prix-Formel (Rennwagen bis maximal 750 kg Leergewicht; 85 cm Mindestbreite; Renndistanz mindestens 500 km) über 30 Runden à 17,315 km ausgetragen, was einer Gesamtdistanz von 519,5 km entsprach.
Sieger wurde Luigi Fagioli auf einem Mercedes-Benz W 25.

## Rennen
Obwohl zwischen dem Rennen in Spanien und dem nachfolgenden Großen Preis der Tschechoslowakei auf dem Masaryk-Ring bei Brünn eine Zeitspanne von nur einer Woche lag, waren bei diesem letzten Grande Épreuve der Saison die Teams aller fünf Grand-Prix-Hersteller vertreten. Vor allem Bugatti zeigte nach zuletzt beschämenden Auftritten hier klare Entschlossenheit und hatte den bereits etwas altmodisch wirkenden Rennwagen Bugatti Type 59 endlich einmal eine gründliche technische Feinabstimmung angedeihen lassen. Dazu war man sogar mit einem vierköpfigen Fahrerteam angereist, dem neben den Stammfahrern René Dreyfus, Jean-Pierre Wimille und Antonio Brivio nach längerer Unterbrechung auch wieder der italienische Spitzenpilot Tazio Nuvolari angehörte.
Obwohl das Quartett im Training überraschend gute Zeiten erzielte, waren nach den Ergebnissen der letzten Rennen dennoch die beiden deutschen Teams klar in der Favoritenrolle und schickten je zwei Wagen für Luigi Fagioli und Rudolf Caracciola (Mercedes-Benz W 25) sowie Hans Stuck und Hermann zu Leiningen (Auto Union Typ A) ins Rennen. Außenseiterchancen besaßen daneben auch die beiden Fahrer der Scuderia Ferrari, Achille Varzi und Louis Chiron mit ihren offiziell vom Werk zur Verfügung gestellten Alfa Romeo Tipo B, während Maserati nur mit Privatfahrern vertreten war. Ganz besonderes Pech widerfuhr außerdem dem norwegischen Fahrer Eugen Bjørnstad, der mit seinem alten Alfa Romeo Typ „Monza“ ganze 2500 km Anreiseweg zurückgelegt hatte, um dann wegen Überschreitung des Maximalgewichts keine Starterlaubnis zu bekommen.
Wie schon bei den letzten Rennen zuvor kam Stuck mit seinem heckgetriebenen Auto-Union-Rennwagen vom Start am besten davon. Seine Führung währte aber dieses Mal nur drei Runden, bevor er sein Auto mit gerissener Ölleitung auf der Strecke abstellen musste. An seine Stelle rückte dann Caracciola auf Mercedes-Benz, hinter dem sich der erstaunlich schnelle Wimille vor dem zweiten Mercedes von Fagioli auf dem zweiten Rang behaupten konnte, obwohl sein immer noch zweisitzig ausgelegter und mit Seilzugbremsen versehener Bugatti zwischen den deutschen Silberpfeilen wie ein Relikt aus den 1920er Jahren wirkte. Wenig später kam sogar auch noch Nuvolari mit seinem Bugatti für einige Runden an Fagioli vorbei, bis zur zwölften Runde konnte sich der Mercedes-Fahrer dann jedoch auf die zweite Position nach vorne arbeiten.
Kurz nach Halbzeit des Rennens hatte der Italiener in Mercedes-Diensten schließlich den Rückstand auf seinen Stallgefährten an der Spitze aufgeholt und konnte ihn in der 18. Runde die Führung übernehmen. Caracciola, der immer noch unter den körperlichen Spätfolgen seines Unfalls von Monaco in 1933 litt, gab sich mit seiner zweiten Position im Anschluss zufrieden, so dass es Fagioli nun ruhiger angehen lassen konnte. Als Wimille mit dem bis dahin bestplatzierten Bugatti auf Rang drei für eine längere Reparatur die Boxen aufsuchen musste, war der Mercedes-Doppelsieg damit gesichert. Dennoch war Nuvolaris dritter Platz mit nur etwas mehr als einer Minute Rückstand auf den Sieger für Bugatti am Ende eine beachtliche Leistung.
Das Abschneiden von Alfa Romeo war dagegen enttäuschend. Chiron, der zwischenzeitlich auf Varzis Auto gewechselt hatte, wurde am Ende sogar noch von Stuck vom vierten Platz verdrängt, der seinerseits nach seinem frühen Ausfall ein Taxi genommen hatte, um zur Box zurückzukehren, wo er das Rennen dann mit dem Auto von zu Leiningen, allerdings mit schon erheblichem Rückstand, wieder aufnehmen konnte.

## Ergebnisse

### Meldeliste
| Team                       | Nr. | Fahrer                 | Info  | Chassis              | Motor                                     | Reifen |
| -------------------------- | --- | ---------------------- | ----- | -------------------- | ----------------------------------------- | ------ |
| Daimler-Benz AG            | 02  | Rudolf Caracciola      |       | Mercedes-Benz W 25   | Mercedes-Benz M 25 A 3.4L I8 Kompressor a | C      |
| Daimler-Benz AG            | 18  | Luigi Fagioli          |       | Mercedes-Benz W 25   | Mercedes-Benz M 25 A 3.4L I8 Kompressor a | C      |
| Daimler-Benz AG            |     | Ernst Jakob Henne      | RES b | Mercedes-Benz W 25A  | Mercedes-Benz M 25 A/B 3.7L I8 Kompressor | C      |
| Automobiles Ettore Bugatti | 04  | Jean-Pierre Wimille    |       | Bugatti T59          | Bugatti 3.3L I8 Kompressor                | M      |
| Automobiles Ettore Bugatti | 12  | Tazio Nuvolari c       |       | Bugatti T59          | Bugatti 3.3L I8 Kompressor                | M      |
| Automobiles Ettore Bugatti | 14  | René Dreyfus           |       | Bugatti T59          | Bugatti 3.3L I8 Kompressor                | M      |
| Automobiles Ettore Bugatti | 28  | Antonio Brivio         |       | Bugatti T59          | Bugatti 3.3L I8 Kompressor                | M      |
| Auto Union AG              | 06  | Hans Stuck             |       | Auto Union A         | Auto Union 4.4L V16 Kompressor            | C      |
| Auto Union AG              | 22  | Hermann zu Leiningen d |       | Auto Union A         | Auto Union 4.4L V16 Kompressor            | C      |
| Auto Union AG              | 22  | August Momberger       | DNS e | Auto Union A         | Auto Union 4.4L V16 Kompressor            | C      |
| Scuderia Ferrari           | 08  | Achille Varzi f        |       | Alfa Romeo Tipo B/P3 | Alfa Romeo 2.9L I8 Kompressor             | E      |
| Scuderia Ferrari           | 16  | Louis Chiron g         |       | Alfa Romeo Tipo B/P3 | Alfa Romeo 2.9L I8 Kompressor             | E      |
| Scuderia Ferrari           |     | Carlo Felice Trossi    | RES   |                      |                                           | E      |
| Scuderia Ferrari           |     | Gianfranco Comotti     | RES   |                      |                                           | E      |
| Luigi Soffietti            | 10  | Luigi Soffietti        |       | Maserati 8CM         | Maserati 3.0L I8 Kompressor               |        |
| Whitney Straight Ltd.      | 20  | Marcel Lehoux          |       | Maserati 8CM         | Maserati 3.0L I8 Kompressor               |        |
| Whitney Straight Ltd.      | 20  | Whitney Straight       | DNS h | Maserati 8CM         | Maserati 3.0L I8 Kompressor               |        |
| Ecurie Braillard           | 24  | Robert Brunet          |       | Maserati 8CM         | Maserati 3.0L I8 Kompressor               |        |
| Ecurie Braillard           | 26  | Benoît Falchetto       |       | Maserati 8CM         | Maserati 3.0L I8 Kompressor               |        |
| Eugen Bjørnstad            | 30  | Eugen Bjørnstad        | EXC i | Alfa Romeo Monza     | Alfa Romeo 2.3L I8 Kompressor             | GD     |

### Startaufstellung
Die Startpositionen wurden nicht anhand der Trainingszeiten vergeben, sondern ausgelost.
| Caracciola   |         | Wimille |           | Stuck     |
|              |         |         |           |           |
|              | Varzi   |         | Soffietti |           |
|              |         |         |           |           |
| Nuvolari     |         | Dreyfus |           | Chiron    |
|              |         |         |           |           |
|              | Fagioli |         | Lehoux    |           |
|              |         |         |           |           |
| zu Leiningen |         | Brunet  |           | Falchetto |
|              |         |         |           |           |
|              | Brivio  |         |           |           |

### Rennergebnis
| Pos. | Fahrer                          | Konstrukteur  | Runden | Stopps | Zeit        | Start | Schnellste Runde | Ausfallgrund     |
| ---- | ------------------------------- | ------------- | ------ | ------ | ----------- | ----- | ---------------- | ---------------- |
| 01   | Luigi Fagioli                   | Mercedes-Benz | 30     |        | 3:19:41,600 | 9     |                  |                  |
| 02   | Rudolf Caracciola               | Mercedes-Benz | 30     |        | + 42,800    | 1     |                  |                  |
| 03   | Tazio Nuvolari                  | Bugatti       | 30     |        | + 1:07,400  | 6     |                  |                  |
| 04   | Hermann zu Leiningen Hans Stuck | Auto Union    | 30     |        | + 1:22,400  | 11    |                  |                  |
| 05   | Achille Varzi Louis Chiron      | Alfa Romeo    | 30     |        | + 2:08,500  | 4     |                  |                  |
| 06   | Jean-Pierre Wimille             | Bugatti       | 30     |        | + 6:41,200  | 2     |                  |                  |
| 07   | René Dreyfus                    | Bugatti       | 29     |        | + 1 Runde   | 7     |                  |                  |
| 08   | Marcel Lehoux                   | Maserati      | 29     |        | + 1 Runde   | 10    |                  |                  |
| 09   | Louis Chiron Gianfranco Comotti | Alfa Romeo    | 28     |        | + 2 Runden  | 8     |                  |                  |
| 10   | Luigi Soffietti                 | Maserati      | 27     |        | + 3 Runden  | 5     |                  |                  |
| 11   | Antonio Brivio                  | Bugatti       | 27     |        | + 3 Runden  | 14    |                  |                  |
| —    | Robert Brunet                   | Maserati      | 22     |        | DNF         | 12    |                  | Unfall           |
| —    | Benoît Falchetto                | Maserati      | 19     |        | DNF         | 13    |                  | Kupplungsschaden |
| —    | Hans Stuck                      | Auto Union    | 3      |        | DNF         | 3     | 6:20,000         | defekte Ölpumpe  |